# Chrome Entertainment
Chrome Entertainment (hangul: 크롬 엔터테인먼트) är ett sydkoreanskt skivbolag och en talangagentur bildad år 2011 av Hwang Hyun-chang. Bolaget har ett nära samarbetete med Sony Music Entertainment sedan 2013. Deras mest framgångsrika artist är tjejgruppen Crayon Pop.
Deras bäst säljande album är Crayon Pops The Streets Go Disco som var ett av de 100 mest sålda albumen i Sydkorea år 2013. Deras bäst säljande singel är Crayon Pops "Bar Bar Bar" som sålde fler än 1,1 miljoner digitala nedladdningar under 2013.
I oktober 2014 höll Chrome Entertainment sin första konsert med alla sina artister i Japan.

## Artister

### Nuvarande
| Namn                         | År    | Beskrivning           |
| ---------------------------- | ----- | --------------------- |
| Crayon Pop                   | 2012- | 5 medlemmar tjejgrupp |
| K-Much                       | 2014- | 5 medlemmar pojkband  |
| Strawberry Milk (Crayon Pop) | 2014- | 2 medlemmar tjejgrupp |
| Soyul (Crayon Pop)           | 2015- | Kvinnlig solo         |

### Tidigare
| Namn          | År        | Beskrivning           |
| ------------- | --------- | --------------------- |
| Loki (K-Much) | 2014      | Medlem, ej solo       |
| Bob Girls     | 2014-2015 | 4 medlemmar tjejgrupp |
| Zan Zan       | 2014-2015 | 2 medlemmar pojkband  |

## Skådespelare
| Namn        | År    | Beskrivning           |
| ----------- | ----- | --------------------- |
| Heo Min-jin | 2014- | Crayon Pop sedan 2012 |
| Baek Bo-ram | 2015- | Crayon Pop sedan 2012 |

## Kritik
Efter att tjejgruppen Ladies' Code från Polaris Entertainment varit med om en dödlig bilolycka i september 2014 som resulterade i att gruppmedlemmarna EunB och RiSe omkom, rapporterades det att Chrome Entertainment var ett av flera skivbolag som utfört illegala modifikationer på sina fordon. För att tjäna så mycket pengar som möjligt genom att hinna med så många evenemang som möjligt dagligen, användes ljudsirener på fordonen som artisterna färdades i bara för att enkelt kunna ta sig förbi trafiken. Eftersom böterna för att bli påkommen med att bryta mot lagen var så pass låga, ansåg många inom branschen att det var värt risken att överskrida hastighsbegränsningarna som finns till för att rädda liv, allt för att införskaffa maximal ekonomisk vinning. Chrome Entertainment hävdar att de slutat med detta sedan olyckan.